# Universitäts-Sport-Club Heidelberg
L'U.S.C. Heidelberg è una società cestistica, facente parte della omonima polisportiva, avente sede a Heidelberg, in Germania. Fondata nel 1899, gioca nel campionato tedesco.
Disputa le partite interne nella OSP Rhein-Neckar, che ha una capacità di 1.800 spettatori.

## Palmarès
- Campionato tedesco: 9

1956-57, 1957-58, 1958-59, 1959-60, 1960-61, 1961-62, 1965-66, 1972-73, 1976-77
- Coppa di Germania: 2

1977, 1978

## Roster 2022-2023
Aggiornato al 13 dicembre 2022.
|    | Naz.                                         | Ruolo | Sportivo          | Anno | Alt. | Peso | Note |
| -- | -------------------------------------------- | ----- | ----------------- | ---- | ---- | ---- | ---- |
| 1  | Germania (bandiera)                          | P     | Lukas Herzog      | 2001 | 186  | 78   |      |
| 2  | Germania (bandiera)                          | G     | Niklas Würzner    | 1994 | 196  | 85   |      |
| 3  | Stati Uniti (bandiera)                       | GA    | Tim Coleman       | 1995 | 196  | 95   |      |
| 5  | Stati Uniti (bandiera)                       | GA    | Shy Ely           | 1987 | 196  | 93   |      |
| 6  | Belgio (bandiera)                            | G     | Elias Lasisi      | 1992 | 191  | 80   |      |
| 7  | Stati Uniti (bandiera)                       | C     | Bryan Griffin     | 1998 | 203  | 107  |      |
| 8  | Germania (bandiera)                          | AG    | Maximilian Ugrai  | 1995 | 204  | 107  |      |
| 10 | Belgio (bandiera)                            | A     | Vincent Kesteloot | 1995 | 201  | 95   |      |
| 11 | Stati Uniti (bandiera) · Germania (bandiera) | G     | Akeem Vargas      | 1990 | 192  | 90   |      |
| 22 | Svezia (bandiera)                            | AG    | Felix Edwardsson  | 1999 | 205  | 95   |      |
| 33 | Stati Uniti (bandiera)                       | P     | Eric Washington   | 1993 | 183  | 81   |      |
| 35 | Stati Uniti (bandiera)                       | AP    | De'Jon Davis      | 1998 | 201  | 102  |      |